# Alloschemone
Alloschemone Schott  é um género botânico pertencente à família Araceae.

## Espécies
Apresenta três espécies:
- Alloschemone inopinata
- Alloschemone occidentalis
- Alloschemone poeppigiana